# USS Farragut (NCC-1647 / NCC-2357 / NCC-60597)
No universo fictício de Star Trek, três naves estelares carregaram o nome USS Farragut: uma nave do século 23 mencionada no episódio "Obsession" de "Star Trek: A Série Original", uma nave do século 24 vista no filme "Star Trek: Generations" e mencionada no episódio "...Nor the Battle to the Strong" da série "Star Trek: Deep Space Nine", e outra também no mesmo século mencionada no episódio "Chrysalis" também na série "Star Trek: Deep Space Nine".

## NCC-1647
A USS Farragut (NCC-1647) foi uma nave estelar classe Constitution do século 23 comandada pelo Capitão Charles Garrovick. Foi a primeira designação do Tenente James T. Kirk como Operador da Estação de Phasers a bordo da nave. Em 2257, a nave foi atacada por uma criatura que matou mais da metade da tripulação, incluindo o capitão. A despeito da asserção do Primeiro Oficial que "o Tenente Kirk é um jovem oficial admirável que agiu com bravura incomum", Kirk sentiu-se responsável pelas baixas da nave porque ele hesitou em abrir fogo contra a criatura. Isto até Kirk encontrar a criatura novamente e descobrir que os phasers não possuíam efeito algum sobre ela (episódio "Obssession" de "Star Trek: A Série Original").
Se assume que sua classe é Constitution por várias fontes, embora tal informação nunca tenha sido dita ou mostrada na tela. O registro vem da Star Trek Encyclopedia.
O episódio "In Harm's Way" de uma série feita por fãs (Star Trek: New Voyages) mostra esta nave (devido a uma viagem temporal) no lugar da "Enterprise" na maior parte desse episódio.

## NCC-2357
A nave estelar USS Farragut (NCC-2357) classe Excelsior entrega "Jack" e outros cientistas engendrados geneticamente à Deep Space Nine em 2375 (episódio "Chrysalis").

## NCC-60597
A nave estelar USS Farragut (NCC-60597) classe Nebula em 2371 é uma das três naves de resgate da tripulação da Enterprise-D da superfície do planeta Veridian III (Star Trek: Generations).
Em 2373, a Farragut é designada para evacuar colonos da Federação de Ajilon Prime e posteriormente é destruída por Klingons próximo ao Conjunto Lembatta. Após saber da destruição da nave e que seu filho e Julian Bashir estão em Ajilon Prime, o Capitão Benjamin Sisko toma a USS Defiant para resgatar  e socorrer o assentamento (episódio "...Nor the Battle to the Strong").